# Matthäus Host

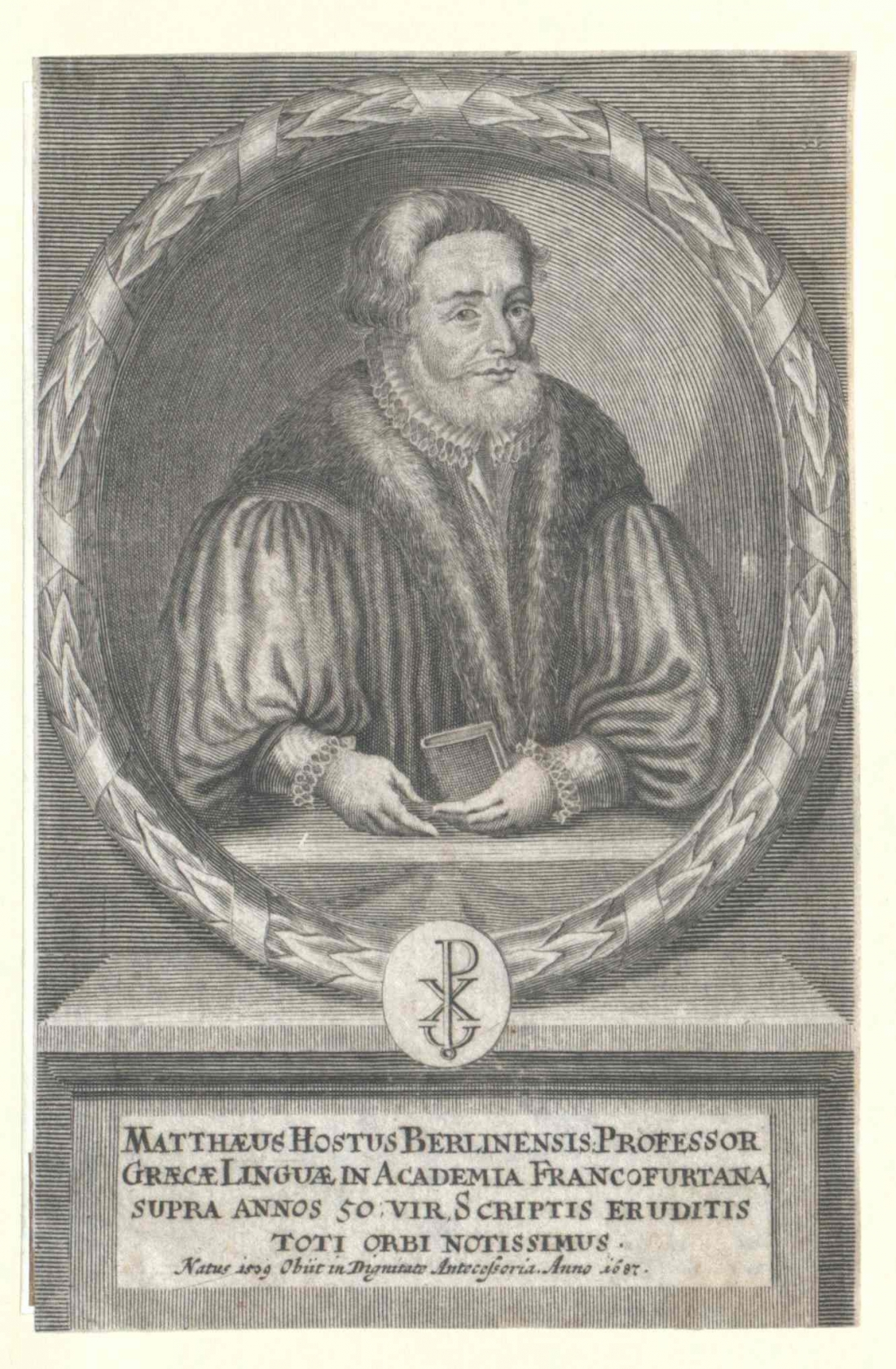
Matthaeus Host

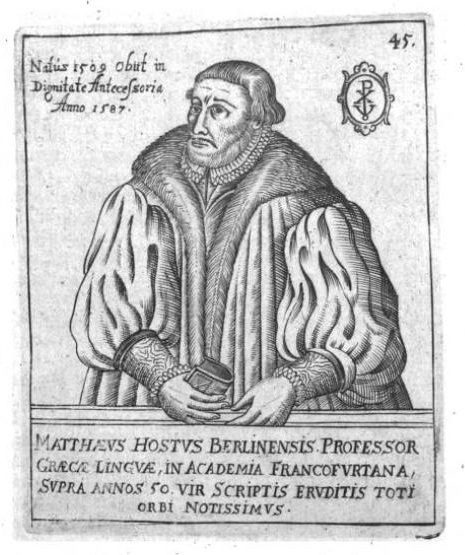
Bildnis Matthaeus Hostus nach Martin Friedrich Seidels Bilder-Sammlung

Matthäus Host (* 1509 in Wilmersdorf bei Berlin; † 29. April 1587 in Frankfurt (Oder)) war ein deutscher Gräzist und Hochschullehrer. 

## Leben
1527 kam Matthäus Host in Begleitung der Söhne des Straußberger Bürgermeisters Benedict Lindholz, eines Verwandten seiner Mutter, an die Brandenburgische Universität Frankfurt. Er hörte bei Jodocus Willich, erwarb 1532 das Baccalaureat und zwei Jahre später die Magister-Würde. 1535 wurde Hostus Professor des Griechischen an der Universität in Frankfurt a. O.
1542 heiratete Hostus die Tochter Clara des Berliner Bürgermeisters Johann Harckstro. Er hatte mit ihr drei Söhne und sechs Töchter. Da er ihnen nach eigenen Worten keine Schätze hinterlassen konnte, widmete er jedem seiner Kinder eines seiner Werke.